# チャーズ
チャーズは国共内戦での長春包囲戦で存在していた地帯。

## 概要
遠藤誉によると長春包囲戦において長春市の国民党と共産党の二重の包囲網の間に存在していた、どちらの支配にも属さない地帯で、長春包囲戦で長春市の一般市民は、長春市に居続ければ餓死をするために国民党の支配地を出てチャーズを通り共産党の支配地域に向かったのだが、チャーズでは共産党は門を閉ざして共産党の支配地域に入れさせてもらえずに大勢が餓死をしていた。遠藤誉の著書によると、「チャーズ」事件での市民の餓死は30万人。
2013年9月にオランダ人歴史学者であるFrank Dikötterが出版した『The Tragedy of Liberation: A History of the Chinese Revolution 1945–1957』でチャーズを取り上げ、このことから世界に広まりつつある。2018年には香港で中国語版が出版される。この著者は2006年6月に長春で上下水道を掘る工事をしていた際に、地中から大量の人骨が積み重なって出てきて、これを現地の老人がこれは長春包囲戦で餓死した一般庶民の人骨であると証言したとのこと。ここからチャーズの事実に切り込む。
対して2017年12月に中国人民出版社から出版された『囲困長春』では、国民党政府が悪いために多くの餓死者を出したと書かれている。9月11日からチャーズの全ての難民を解放区に自由に出られるようにしたと書かれている。